# Ty Dolla Sign
Tyrone William Griffin Jr. (Los Ángeles, California, 13 de abril de 1982), conocido profesionalmente como Ty Dolla Sign (estilizado como Ty Dolla $ign o Ty$), es un rapero, compositor y productor discográfico estadounidense. Ganó reconocimiento en 2010 por su aparición en «Toot It & Boot It» de Y.G., que él había escrito y producido para Def Jam Recordings. En el verano de 2013 firmó con la discográfica Taylor Gang de Wiz Khalifa. Ty Dolla Sign es conocido por sus sencillos «Paranoid», «Or Nah» y «Blasé» así como sus contribuciones de escritura a «Loyal», «Post to Be» y «FourFiveSeconds», entre otros. Además de su carrera musical en solitario, Ty Dolla Sign es también miembro del equipo de producción D.R.U.G.S., junto a Chordz 3D, Buddah, Nate 3D, James Koo, Fuego y DJ Dahi.

## Primeros años
Ty Dolla Sign, cuyo nombre de nacimiento es Tyrone William Griffin Jr., nació en Los Ángeles, California. Creció en South Central Los Angeles, Ty Dolla Sign era miembro de una pandilla la cual fue acusada de homicidio en 2006, cuando su carrera musical daba comienzo, representando a los Bloodtts, mientras que su hermano era un Crip. Ty Dolla Sign reveló que a través de la participación de su padre en la banda Lakeside pudo, siendo un niño, conocer a bandas como Earth Wind & Fire y Prince, lo cual impulsó su amor e interés por la música soul.

## Arte

### Estilo musical
Ty Dolla Sign canta y rapea, combinando elementos del R&B contemporáneo y hip hop. Cuando se le preguntó si era un rapero, declaró: «La gente lo llamaría rap, pero realmente no siento que rapeo. (...) Yo no me considero un rapero, yo sólo canto bar, o algo así. Todavía canto, soy un cantante, ¿me sientes?»

### Influencias
Cuando se le preguntó acerca de sus influencias, Ty Dolla Sign respondió: «2Pac es mi artista favorito de todos los tiempos. Me gustaba Slum Village hace mucho tiempo, como J Dilla, es uno de mis productores y artistas favoritos. Soy un fanático del hip-hop. Mos Def, Talib Kweli, esa escena de  Rawkus Records, ese es mi tipo de música». Continuó diciendo: «También me gustan las canciones de Prince. Al igual que su producción, él es como la misma cosa que yo, canta, produce, toca todo tipo de instrumentos. Eso es lo que busco, no usaría ese tipo de ropa ni llevaría el pelo así. [Risas.] Pero en lo que respecta al arte, ese es el tipo de hombre que soy yo». En una entrevista reveló que, tras Mariah Carey y Brandy, Kim Burrell era sin duda su vocalista favorita.

## Discografía
- Free TC (2015)
- Beach House 3 (2017)[8]
- Beach House 3 (Deluxe) (2017)
- MIH-TY (2018)
- Featuring Ty Dolla $ign (2020)
- Cheers to the Best Memories (2021)
- VULTURES 1 (con Kanye West) (2024)
- Vultures 2 (con Kanye West) (2024)

## Premios y nominaciones
| Año  | Premio                   | Canción nominada                     | Categoría                   | Resultado |
| ---- | ------------------------ | ------------------------------------ | --------------------------- | --------- |
| 2016 | Premios Juventud         | "Work from Home" (con Fifth Harmony) | Hit Favorito                | Nominado  |
| 2016 | Teen Choice Awards       | "Work from Home" (con Fifth Harmony) | Canción Favorita del Verano | Ganador   |
| 2016 | MTV Video Music Awards   | "Work from Home" (con Fifth Harmony) | Mejor Colaboración          | Ganador   |
| 2016 | American Music Awards    | "Work from Home" (con Fifth Harmony) | Colaboración del Año        | Ganador   |
| 2017 | iHeartRadio Music Awards | "Work from Home" (con Fifth Harmony) | Mejor Vídeo Musical         | Ganador   |
| 2017 | Kids' Choice Awards      | "Work from Home" (con Fifth Harmony) | Canción Favorita            | Ganador   |